# 1973 год в истории метрополитена
В этой статье перечисляются основные  события из истории метрополитенов в 1973 году. Полужирным шрифтом выделены открытия новых транспортных систем.

## События
- Открыта дополнительная боковая платформа на станции «Гидропарк» Киевского метрополитена для использования в летнее время.
- 6 сентября — ввод в эксплуатацию шести станций первой линии Чхоллима Пхеньянского метрополитена (длина ≈ 7,5 км): «Пульгынбёль»,«Чону», «Кэсон», «Тхонъиль», «Сынни», «Понхва». Также введено в эксплуатацию депо «Пульгынбёль».

### Россия

#### Ленинград
Хронология Петербургского Метрополитена

#### Горький
Проектировщики Московского института «Метрогипротранс» приступили к разработке первой очереди метро.

## Происшествия
| Дата       | Метро                   | Погибли | Пострадали | Описание                        |
| ---------- | ----------------------- | ------- | ---------- | ------------------------------- |
| 26 декабря | Лондонский метрополитен | 1       | 2          | Теракт на станции «Слоун-сквер» |